# Bouée
Bouée é uma comuna francesa na região administrativa da Pays de la Loire, no departamento de Loire-Atlantique. Estende-se por uma área de 21,34 km². Em 2010 a comuna tinha 1 011 habitantes (densidade: 47,4 hab./km²).